# 密克羅尼西亞群島的日本人
密克羅尼西亞群島，本是德意志帝國的殖民地。但是第一次世界大戰時被日本佔領，後國際聯盟把這里交給日本託管，歸大日本帝國南洋廳管理。當時大量日本人移民至此地並與當地人廣泛通婚。他們多作為合同工和創辦自己的企業。
在第二次世界大戰時，這里被軍部視為日本的絕對國防圈和美軍激戰。1945年後，大多數日本人定居者被遣返日本，只有少數混血兒留在當地，但他們一般也稱自己為密克羅尼西亞人。